# Scopula dentilinearia
Scopula dentilinearia là một loài bướm đêm trong họ Geometridae.